# Sphingosin
Sphingosin ist ein einfach ungesättigter Aminoalkohol, dessen Moleküle aus 18 Kohlenstoffatomen, einer Aminogruppe und zwei Hydroxygruppen bestehen. Das Sphingosin bildet das Rückgrat der Sphingolipide, einer Klasse der Membranlipide, bei denen die Aminogruppe des Sphingosin mit einer Amidbindung an eine Fettsäure gebunden ist.

Allgemeine Strukturformel der Sphingolipide

Man unterscheidet Sphingolipide in Ceramide, Sphingomyeline, Cerebroside, Ganglioside und Sulfatide. Sie finden sich im Nervengewebe, sie spielen eine wichtige Rolle in der Signalübertragung und der Interaktion einzelner Zellen.

## Synthese
Sphingosin wird im Körper aus Palmitoyl-CoA und Serin synthetisiert.
Zuerst werden Palmitoyl-CoA und Serin zu 3-Dehydrosphinganin kondensiert. Dieses wird dann mit Hilfe von NADPH zu Dihydrosphingosin (Sphinganin) reduziert, und dann weiter mit Hilfe von FAD zu Sphingosin oxidiert.